# Энергетик (футбольный клуб, Али-Байрамлы)
«Энергетик» Али-Байрамлы (азерб. «Energetik» Əli-Bayralı Futbol Klubu) — советский и азербайджанский футбольный клуб из города Али-Байрамлы (ныне Ширван). Был основан в 1980 году.

## История клуба

### Советский период
Клуб был создан в 1980 году под названием «Энергетик» Али-Байрамлы. В том же, 1980 году принял участие в чемпионате Азербайджанской ССР и стал победителем первенства.

### Новая история
В 1992 году, после провозглашения независимости и началом проведения первого национального чемпионата, клуб первенствовал в высшей лиге Азербайджана. Однако дебют оказался неудачным и заняв 22 место среди 26 команд, клуб опустился в первую лигу. Лучшим бомбардиром клуба стал Захир Ибишов с 5 забитыми мячами.
В последующие 3 года клуб принимал участие в Первой лиге чемпионата Азербайджана. Лучшим результатом али-байрамлинцев стало 4 место в 1993 году. В 1995 году, из за финансовых трудностей клуб прекратил своё существование.

## Статистика

### Чемпионат Азербайджана
| Сезон     | Дивизион        | М  | Игр | Поб | Нич | Пор | М       | О  | Бомбардир / мячей      |
| --------- | --------------- | -- | --- | --- | --- | --- | ------- | -- | ---------------------- |
| 1992      | Премьер-лига    | 22 | 38  | 7   | 3   | 28  | 28 - 91 | 17 | Захир Ибишов - 5 мячей |
| 1993      | Первый дивизион | 4  | 14  | 5   | 3   | 6   | 20 - 22 | 13 |                        |
| 1993/1994 | Первый дивизион | 6  | 18  | 8   | 2   | 8   | 34 - 30 | 18 |                        |
| 1994/1995 | Первый дивизион | 6  | 28  | 14  | 4   | 10  | 38 - 36 | 32 |                        |

### Кубок Азербайджана
| Сезон     | Этап        |
| --------- | ----------- |
| 1993      | 1/16 финала |
| 1993/1994 | 1/16 финала |
| 1994/1995 | 1/8 финала  |

## Достижения
- Чемпион Азербайджанской ССР по футболу 1980 года.[10]

## Бывшие футболисты
Список игроков клуба в 1992 году.
| - Аббасов Илкин - Аббасов Шахин - Азадов Илгар - Азизов Давуд - Алиев Шарафат |  | - Аскеров Асгарага - Ахамалыев Натик - Ахмедов Интигам - Багиров Илгар - Багиров Михаил |  | - Багиров Ровшан - Гулубейов Илгар - Гусейнов Гусейн - Гусейнов Захид - Гусейнов Рафик |  | - Дамиров Хасрат - Джафаров Сефер - Ибишов Захир - Керимов Эльнур - Мусаев Маис |  | - Наджафов Маджнун - Самедов Азер - Сулейманов Сулейман - Фатиев Фаиг - Ханкишиев Маис - Шюкюров Мушвиг |